# Односи Јерменије и Азербејџана на Песми Евровизије
Јерменија учествује на Песми Евровизије, паневропском музичком такмичењу, од 2006. године, док Азербејџан учествује од 2008. године. Континуирани сукоб између две земље око региона Нагорно-Карабаха, који Уједињене нације сматрају де јуре делом Азербејџана, али је у великој мери био под контролом де факто Републике Арцах коју контролише Јерменија, између 1993. и 2020, у неколико наврата је утицао на Песму Евровизије.
Сукоби између Јерменије и Азербејџана први пут су се појавили 2006. године, када су азербејџански медији критиковали веб страницу догађаја због тога што је Нагорно-Карабах наведен као родно место првог представника Јерменије, Андреа, пошто је у то време био део Азербејџанске ССР. Конфликти су значајно ескалирали током такмичења 2009: током полуфинала, азербејџански званичници су се успротивили приказивању споменика Нагорно-Карабаха Ми смо наше планине током уводног видео снимка за учешће Јермена. Јерменија је одговорила током финала приказивањем више слика споменика док је представљала резултате. После такмичења, појавили су се извештаји да је државна телевизија Азербејџана умешала своје емитовање како би цензурисала јерменску песму, и да азербејџанска влада испитује грађане који су гласали за Јерменију, оптужујући их да су непатриоте и да представљају претњу по безбедност. Након истраге, Европска радиодифузна унија казнила је Азербејџан због кршења приватности бирача.
После Дечје песме Евровизије 2010, јерменски медији су тврдили да је азербејџанско емитовање такмичења прекинуто када је постало очигледно да је Јерменија победила; међутим, било је спорно да ли је такмичење уопште емитовано у Азербејџану пошто они још нису учествовали. Поред тога, док се Азербејџан припремао да буде домаћин такмичења за Песму Евровизије 2012. након њихове победе на Песми Евровизије 2011, група јерменских музичара је предводила бојкоте, а земља се на крају повукла из такмичења због безбедносних разлога, што је довело до тога да емитер буде кажњен због касног обавештења.
Сукоби између две земље поново су се појавили током Песме Евровизије 2015, када су се појавиле тврдње да је јерменска песма „Не поричи“ позив на признање геноцида над Јерменима (чија је стогодишњица обележена пре такмичења 2015.). Пошто Азербејџан пориче геноцид, званичници из те земље објавили су саопштење у којем прете Јерменији због покушаја да искористи Евровизију као одушак за своје „политичке амбиције“. Песма је касније преименована у "Face the Shadow" како би се одговорило на забринутост због њених наводних политичких тема. Следеће године, преставница Јерменије Ивета Мукучјан добила је укор од стране организатора што је истакла заставу Арцаха током првог полуфинала.

## Почетни наступи
2006, прве године у којој је Јерменија учествовала, на званичном сајту Евровизије је место рођења њеног извођача Андреа наведено као „Република Нагорно-Карабах“. Медији у Азербејџану критиковали су организаторе такмичења због признања републике, посебно имајући у виду да је регион био аутономна област у оквиру Азербејџанске ССР када је Андре рођен 1979. године. Место рођења на Андреовом профилу је касније у потпуности уклоњено.
Азербејџан је касније дебитовао на Евровизији 2008, што је први пут да су се Јерменија и Азербејџан такмичиле једна против друге на такмичењу. Јерменска песма, „Qélé, Qélé“ певачице Сирушо, завршила је на четвртом месту, док је инаугурална песма Азербејџана, „Дан за даном“ Елнура и Самира, завршила на осмом месту.

## Песма Евровизије 2009.

### Контроверзе и последице јерменске "разгледнице"
Током првог полуфинала такмичења 2009. године, видео "разгледница" која представља извођење јерменског записа "Јан Јан" приказује, између осталих споменика, Ми смо наше планине, уметничко дело које се налази у непризнатој "престоници" Нагорно-Карабаха, граду Степанакерт. Због претензија земље на регион, азербејџански званичници су се успротивили приказивању Ми смо наше планине као јерменског обележја. За пренос финала, видео је монтиран тако да је уклоњена статуа.
У знак протеста због одлуке, током представљања резултата гласања из Јерменије изложено је више фотографија Ми смо наше планине; једна је била приказана на видео екрану са Тргом републике у Јеревану у позадини, а друга је била приказана на полеђини клипборда са кога је јерменска водитељка гласања Сирушо читала резултате. Упркос контроверзи, 1.065 Јермена гласало је за песму Азербејџана, што је довољно да земљи да један бод. За песму Јерменије гласало је укупно 43 Азербејџанца.

### Цензура, испитивање бирача у Азербејџану
Након такмичења, појавили су се извештаји да је азербејџанска телевизија, Иџтимаи Телевизија, покушала да цензурише јерменски наступ у свом преносу финала, и да је прикрила број за гласање за песму у покушају да обесхрабри гласање. Телевизија је демантовала ове тврдње и пружила снимке који показују да је њено емитовање било неометано. У августу 2009. године, један број Азербејџанаца који су гласали за улазак Јерменије током такмичења позван је на испитивање у Министарство за националну безбедност у Бакуу, током којег су оптужени да су „непатриоте“ и „потенцијална безбедносна претња“. Један од позваних, Ровшан Насирли (који је гласао за "Јан Јан" јер је сматрао да је то бољи одраз азербејџанске музике од "Увек", актуелне песме земље) изјавио је да су му његови испитивачи рекли да имају имена и адресе од свих 43 Азербејџанаца који су гласали за Јерменију.
Након ових извештаја, Сванте Стокселијус, тадашњи извршни супервизор такмичења за Песму Евровизије, најавио је покретање истраге о инцидентима. У свом одговору, Иџтимаи телевизија је навела да, иако су две особе биле позване у Министарство за националну безбедност, Министарство је дало уверавања да нико није испитан, званично или незванично, о гласању на самом такмичењу. Тадашњи генерални директор Европске радиодифузне уније Жан Ревејон одговорио је на ово рекавши да је слобода гласања један од камена темељаца такмичења и да је "свако кршење приватности у вези са гласањем или испитивањем појединаца потпуно неприхватљиво". Азербејџански министар омладине и спорта Азад Рахимов негирао је да је било ко позван у Министарство за националну безбедност због гласања за улазак Јерменије и оптужио Радио Слободну Европу и друге новинске куће да су објавиле оптужбе ради стварања скандала.
Референтна група за Песму Евровизије испитала је ово питање на састанку у Ослу 11. септембра 2009. У саопштењу објављеном 17. септембра, Европска радиодифузна унија је потврдила наводе да су азербејџански званичници испитивали бираче и нарушавали њихову приватност. Иако Европска радиодифузна унија неће увести санкције или забранити Азербејџану да учествује у будућим  такмичењима (земља је могла да буде искључена из такмичења на три године), казнила је делегацију са 2 700 € и променила своја правила како би емитери који учествују били одговорни за „откривање информација које би се могле користити за идентификацију бирача“ током будућих такмичења. Раније су провајдери телекомуникација били одговорни, али Европска радиодифузна унија није могла да им уведе санкције.

## Песма Евровизије 2012.
Домаћин такмичења 2012. био је главни град Азербејџана Баку, након победе ове земље 2011. године. Азербејџан је привремено изменио своју визну политику како би Јерменима, којима је иначе забрањен улазак у земљу, омогућио да присуствују догађају. Међутим, у фебруару 2012. године, у Јерменији је дошло до покушаја бојкота након инцидента у којем је 20-годишњи јерменски војник убијен на граници између две земље. Јерменски званичници су првобитно за смрт војника окривили једног азербејџанског снајперисту; међутим, опречни извештаји су указивали да је смрт последица пријатељске ватре. Такође у фебруару, председник Азербејџана Илхам Алијев дао је изјаву у којој је поново потврдио став земље према Јерменима, тврдећи да они контролишу „лицемерне и корумпиране политичаре“. 22 јерменска музичара, укључујући претходне јерменске представнице Евровизије Еми и Еву Ривас, потписала су отворено писмо подржавајући бојкот, наводећи да ће „одбити да се појаве у земљи која је позната по масовним убиствима и масакрима Јермена, у земљи у којој су антијерменска осећања подигнута на ниво државне политике“.
Јерменија је 7. марта 2012. објавила да ће се земља повући из такмичења 2012. године. Европска радиодифузна унија је саопштила да је „заиста разочарана“ повлачењем Јерменије и да „упркос напорима Европске радиодифузне уније и емитера домаћина да обезбеде несметано учешће јерменске делегације на овогодишњем такмичењу, околности ван наше контроле доводе до ове несрећне одлуке." Генерални директор Иџтимаи телевизије Исмаил Омаров изразио је жаљење због повлачења Јерменије, верујући да је присуство те земље могло да буде „заједничка порука мира свету“. Локални политичар Али Ахмадов такође је критиковао јерменску делегацију због њене одлуке, наводећи да ће „њено одбијање да учествује у тако угледном такмичењу нанети још више штете ионако нарушеном имиџу Јерменије“. Због касног повлачења, Јерменија је морала да плати своју пријавну таксу, плус новчану казну у износу од половине вредности пријавне таксе.

## Песма Евровизије 2015.
По њеном објављивању у марту 2015. године, медији су песму Јерменије за такмичење 2015. „Не поричи“  окарактерисали као признање геноциду над Јерменима, чија је стогодишњица обележена 24. априла 2015. Песму је извела Генеалоџи, група чија композиција алудира на цвет незаборавак (са пет латица) који чини пет јерменских дијаспора, заједно са шестим певачем са седиштем у Јерменији и представља њихово јединство. Критичари су "Don't Deny" схватили као позив на признавање геноцида, уз напомену да је музички спот за песму садржао сцену која приказује чланове групе како позирају за породичну фотографију у одећи из периода Првог светског рата, а затим нестају из видокруга. Гохар Гаспарјан, шефица евровизијске делегације Јерменије, описала је песму као да говори о љубави и јединству, и није помињала никакве конкретне политичке намере или теме. Представници Азербејџана — који, поред Турске, негирају геноцид — критиковали су песму због њених наводних политичких тема и изјавили да ће „поступити адекватно“ како би спречили да такмичење буде „жртвовано политичким амбицијама једне земље“.
Дана 16. марта 2015, јерменска делегација је саопштила да је наслов песме промењен у „Суочити се са сенком“. Навели су да је нови наслов имао за циљ да "појача" теме песме и да угуши забринутост око наводног политичког подтекста. Делегација је наставила да негира било какав конкретан политички подтекст у песми.

## Песма Евровизије 2016.
Упркос томе што је Европска радиодифузна унија дозволила да се на такмичењу приказују само заставе пуноправних држава чланица УН, током првог полуфинала 10. маја 2016. виђена је јерменска представница Ивета Мукучјан како држи непризнату заставу Арцаха, што је изазвало реакцију азербејџанске штампе. Током конференције за новинаре после полуфинала, Мукучјан је одговорила на инцидент рекавши да „Не заборавите да ја представљам своју земљу у свом срцу, својим мислима, осећањима и свим својим емоцијама. Моје мисли су са домовином, а оно што желим да ширим је мир на границама. Написала сам песму „LoveWave“ јер се ово дешавало у мени.“
Европска радиодифузна унија и Референтна група објавили су следећег дана саопштење у којем објашњавају да „најоштрије осуђују махање заставом Нагорно-Карабаха“ током директног преноса првог полуфинала и сматрају да је то „штетно“ за бренд такмичења. Референтна група је сходно томе санкционисала јерменског емитера АМПТВ, при чему ће се природа санкције утврдити наводећи кршење правила које каже да „у емисијама неће бити дозвољене поруке које промовишу било коју организацију, институцију, политичку ствар или друге сврхе“. Штавише, референтна група је истакла да би даље кршење правила такмичења могло довести до дисквалификације са тог догађаја или било којег следећег. Хикмет Хаџијев, портпарол Министарства спољних послова Азербејџана, назвао је акцију Мукучјане „провокативном“ и неприхватљивом тврдећи да „јерменска страна намерно прибегава таквим корацима како би подстакла и промовисала илегалну формацију створену на окупираним азербејџанским територијама“.

## Песма Евровизије 2019.
Након финала 2019. године, азербејџанска Иџтимаи Телевизија поднела је жалбу Европској радиодифузној унији због графике приказане током секвенце гласања. Графика није укључивала Нахчиван унутар граница Азербејџана када је приказана током емитовања.

## Песма Евровизије 2021.
Change.org, светски сајт петиција, позвао је Европску радиодифузну унију да дисквалификује Самиру Ефенди, представницу Азербејџана на такмичењу 2021. из учешћа; Јерменија се повукла из такмичења због политичке нестабилности која је проистекла из њеног пораза у Другом рату у Нагорно-Карабаху. Петиција је оптужила Ефенди да користи „говор мржње“, „дискриминацију“, подстиче „убијање Јермена“, дели слогане у којима се Јермени називају „терористима“ и да отворено подржава председника земље Илхама Алијева, не дајући директно цитирање коментара које је Ефенди наводно дала. Шеф делегације Азербејџана Иса Меликов назвао је петицију "провокацијом", а Европска радиодифузна унија се није осврнула на петицију која је прикупила око 10.000 потписа.

## Дечја песма Евровизије

### 2010.
Владимир Арзумањан, певач из Нагорно-Карабаха који је представљао Јерменију, победио је на Дечјој песми Евровизије 2010. Јерменски медији наводе да је емитовање такмичења у Азербејџану прекинуто када се показало да је Јерменија победила. Ове тврдње оспорила је директорка Јавне телевизијске компаније Јерменије и шефица делегације Евровизије Дајана Мнацаканјан, која је такође демантовала извештаје да се земља спрема да поднесе жалбу Европској радиодифузној унији у вези са тим. Она је напоменула да емитер не зна да ли је Азербејџан уопште емитовао такмичење, с обзиром да та земља још није учествовала на Дечјој Евровизији и да у то време „није била заинтересована” за то, а да су извештаји о наводном инциденту били ограничени на постове на азербејџанским интернет форумима. Азербејџан је имао свој званични деби на Дечјој Евровизији две године касније.

### 2021.
Током азербејџанског преноса Дечје песме Евровизије 2021, коментатори су говорили све време током наступа Малене, јерменске представнице и коначног победника, што је у супротности са правилима такмичења. Европска радиодифузна унија је тражила појашњење од азербејџанске телевизије о инциденту, али одговор није добила.

### 2022.
Након Маленине победе 2021. године, Јерменија је добила право да буде домаћин дечијег такмичења за песму Евровизије 2022, које је на крају одржано у Јеревану. Азербејџан је касније потврдио да не учествује у овом такмичењу без навођења званичног разлога. Догађај је изазвао широку пажњу и интересовање у Јерменији, а многи Јермени су присуствовали представи и пратећим догађајима. Међу присутнима су биле и групе деце из непризнатог Нагорно-Карабаха, али су по завршетку догађаја заустављене на јерменској територији и нису могле да се врате кући, пошто су групе азербејџанских еколошких активиста поставиле блокаду на Лачинском коридору, једином путу који повезује Јерменију са Нагорно-Карабахом.

## Историја гласања
Упркос изузетно непријатељским односима између две нације током година, поени су размењивани. Табеле у наставку приказују бодове које су Јерменија и Азербејџан доделиле од када је ова друга дебитовала на такмичењу за Песму Евровизије 2008.
| Points    | Total | Years    |
| --------- | ----- | -------- |
| 12 points | 0     |          |
| 10 points | 0     |          |
| 8 points  | 0     |          |
| 7 points  | 0     |          |
| 6 points  | 0     |          |
| 5 points  | 0     |          |
| 4 points  | 0     |          |
| 3 points  | 1     | 2009(TF) |
| 2 points  | 1     | 2008(SF) |
| 1 point   | 1     | 2009 (F) |

Легенда
- SF: – Полуфинале
- F: – Финале
- Т: – Телеглас
- Ј: – Глас жирија

Азербејџан никада није дао Јерменији ниједан поен. Сваки азербејџански поротник који је именован за такмичење је Јерменију рангирао на последње место. У телегласању, Јерменија је скоро у свакој прилици била последња, са изузетком 2016, када је те године јерменска представница Ивета Мукучијан била рангирана на 14. месту од 17 током првог полуфинала.